# سوتيريوس باباجيانوبولوس
سوتيريوس باباجيانوبولوس (بالسويدية: Sotirios Papagiannopoulos)‏ (5 سبتمبر 1990 بستوكهولم في السويد - ) هو لاعب كرة قدم سويدي في مركز الدفاع. لعب مع نادي آسيريسكا ونادي أوسترسوند ونادي باوك وAkropolis IF ‏ ونادي إسكلستونا.

## روابط خارجية
- سوتيريوس باباجيانوبولوس على موقع الاتحاد الأوربي (الإنجليزية)
- سوتيريوس باباجيانوبولوس على موقع اتحاد السويد (السويدية)
- سوتيريوس باباجيانوبولوس على موقع قاعدة بيانات كرة القدم.إي يو (الإنجليزية)
- سوتيريوس باباجيانوبولوس على موقع ليكيب (الفرنسية)
- سوتيريوس باباجيانوبولوس على موقع ناشيونال فوتبول تيمز (الإنجليزية)
- سوتيريوس باباجيانوبولوس على موقع Soccerway.com (الإنجليزية)
- سوتيريوس باباجيانوبولوس على موقع AS.com (الإسبانية)